# Bangla Akademi
La Paschimbanga Bangla Akademi (en bengali : পশ্চিমবঙ্গ বাংলা আকাদেমি) est une institution fondée en 1986 par le gouvernement du Bengale-Occidental afin de promouvoir la langue bengalie, ainsi que sa littérature et sa culture. Elle est basée à  Calcutta, un centre majeur de la culture bengalie,,,,,.
L'Académie joue un rôle essentiel dans la préservation et la diffusion de l’héritage linguistique bengali. Elle soutient les écrivains, chercheurs et universitaires en publiant leurs travaux et en organisant des événements littéraires, des conférences et des concours linguistiques.

## Histoire
La Paschimbanga Bangla Akademi a été fondée le 20 mai 1986 à Kolkata, sous l'égide du Département de l'information et des affaires culturelles du gouvernement du Bengale-Occidental, afin de promouvoir la langue et la littérature bengalies dans la région. Inspirée par des institutions telles que la Bangla Academy du Bangladesh et l'Académie française, elle a été conçue comme un organisme officiel chargé de la régulation linguistique .

## Objectifs
L'Académie a pour mission principale de rationaliser et de réformer l'orthographe et la grammaire bengalies, de compiler des dictionnaires, des encyclopédies et des terminologies, et de promouvoir la langue et la culture bengalies au Bengale-Occidental. Elle s'engage également à soutenir les écrivains et chercheurs en leur fournissant une plateforme pour la publication et la diffusion de leurs œuvres. Par ailleurs, elle organise des ateliers, des concours d'écriture et des séminaires pour encourager les jeunes écrivains et assurer la vitalité de la littérature bengalie à travers les générations.

## Activités
Tout au long de l'année, la Paschimbanga Bangla Akademi organise diverses activités pour promouvoir la langue et la culture bengalies. Parmi celles-ci figurent des conférences, des discussions et des séminaires sur des sujets liés à la langue, à la littérature et à la culture. L'Académie célèbre également la Journée internationale de la langue maternelle le 21 février, un événement d'envergure qui attire un large public.
En outre, l'Académie attribue des prix littéraires chaque année afin de récompenser les contributions exceptionnelles à la littérature bengalie. Ces prix visent à reconnaître l'excellence dans les domaines de la poésie, de la fiction, de l'essai et des études littéraires.

## Publications
L'Académie joue un rôle central dans l'édition d'ouvrages de référence, de revues et de dictionnaires. Elle publie notamment un dictionnaire officiel de la langue bengalie, largement utilisé par les chercheurs et les étudiants. Parmi ses publications notables figurent les volumes de la série, Rabindra Rachanabali, qui compilent les œuvres complètes de Rabindranath Tagore.

## Collaboration internationale
La Paschimbanga Bangla Akademi entretient des relations étroites avec des institutions similaires, notamment la Bangla Academy du Bangladesh. Les deux académies collaborent sur des projets littéraires et culturels, renforçant ainsi les liens entre les communautés bengalies en Inde et au Bangladesh.

## Connexion avec la France
L'Académie a également établi des liens avec des institutions françaises. Elle a collaboré avec l'Alliance française du Bengale et le Consulat général de France à Calcutta pour organiser des événements culturels, tels que des festivals littéraires et des échanges artistiques. Ces initiatives visent à favoriser un dialogue culturel entre le Bengale et la France, autour des valeurs communes de diversité linguistique et de patrimoine littéraire.

## Siège et localisation
Le siège de l'Académie est situé à Nandan-Rabindra Sadan à Calcutta, un complexe emblématique pour la culture bengalie. Ce complexe abrite également des théâtres, des galeries d'art et des espaces dédiés à la musique et aux arts du spectacle, offrant ainsi un environnement propice à la réalisation des objectifs culturels et éducatifs de l'Académie.